# المنطقة الوسطى (البرتغال)
المنطقة الوسطى (بالبرتغالية: Região Centro‏) هي واحدة من 7 مناطق جغرافية في البرتغال حسب تقسيمات إدارة الإحصاء بالمفوضية الأوروبية. عاصمتها مدينة كويمبرا. من مدنها: أفييرو، فيسيو، ليريا، كاستيلو برانكو، فيغيرا دا فوز، غواردا، تومار، أبرانتس، بينيش. ويبلغ عدد سكان المنطقة الوسطة حسب إحصاء عام 2005 2,376,609 نسمة، ومساحتها 28,462 كم ² (الكثافة من 83 نسمة لكل كيلومتر مربع).